# سیارک ۶۷۵۸
سیارک ۶۷۵۸ (به انگلیسی: 6758 Jesseowens، نامگذاری:1980GL) شش هزار و هفتصد و پنجاه و هشتمین سیارک کشف شده‌است که در ۱۳ آوریل ۱۹۸۰ کشف شد.
قدر مطلق سیارک برابر ۱۳٫۵۰ است.